# Jacques Serguine
Œuvres principales
Mano l'Archange, Éloge de la fessée
 Jacques Serguine, nom de plume de Jacques Gouzerh né le 9 juin 1934 à Neuilly-sur-Seine (Hauts-de-Seine) et mort le 10 avril 2023 à Nemours (Seine-et-Marne), est un écrivain et essayiste français.

## Biographie
Né en 1934 à Neuilly, Jacques Serguine, nom de plume de Jacques Gouzerh, vit et travaille à Avon (Fontainebleau). Il est remarqué très jeune par Jean Paulhan qui publie ses premiers textes dans La Nouvelle Revue française. En 1959, son premier roman, Les Fils de Rois, inaugure la collection Le Chemin (Gallimard) dirigée par Georges Lambrichs, et rate d'une voix le Prix Médicis, derrière Claude Mauriac. Assimilé au mouvement littéraire des Hussards il déclinera l'invitation par convictions politiques. Son quatrième roman Mano l'Archange, bien qu'unanimement salué par la critique dont Kléber Haedens qui en est le premier défenseur, se voit interdit à la vente aux mineurs, jusqu'en 1967, pour "atteinte aux bonnes mœurs".
En marge d'une œuvre littéraire remarquée et consacrée à l'aspect sensuel des rapports humains, Jacques Serguine est aussi l'auteur des célèbres, Cruelle Zélande et Éloge de la fessée (Folio Gallimard) dont on a pu dire qu'il a donné des lettres de noblesse à cette fantaisie érotique. Il est par ailleurs l'auteur du scénario original du film La Fiancée du pirate de Nelly Kaplan et a signé, en collaboration avec le scénariste Michel Fabre et sous le pseudonyme de F. S. Gilbert, le roman policier ... et puis s'en vont publié dans la collection Série noire.

## Romans
- Les Fils de rois, Paris, Gallimard, 1959.
- Le Petit Hussard, Paris, Gallimard, 1960.
- Les Saints innocents, Paris, Gallimard, 1962, Prix Fénéon.
- Mano l'Archange, Paris, Gallimard, 1962.
- Les Falaises d'or, Paris, Gallimard, 1963.
- ... et puis s'en vont, Paris, Gallimard, coll. « Série noire » no 993, 1965 (sous le pseudonyme de F. S. Gilbert)
- Manuel et Gentille, Paris, Gallimard, 1967.
- Les Jours, Paris, Flammarion, 1967.
- Sophie s'affole, Paris, Odege-Filipacchi, collection Mlle age tendre, 1969.
- Les Barbares, Paris, Gallimard, 1969.
- La Mort confuse, Paris, Gallimard, 1970.
- Les Jeunes Parques, Paris, Denoël, 1970.
- Les Abois, Paris, Gallimard, 1971.
- L'Indien, Paris, Filipacchi, 1972.
- Les Russes et les Bretons, Paris, Gallimard, 1975.
- Cruelle Zélande, Paris, Pauvert, 1978 (rééd. La Musardine, 2005).
- Je suis de la nation du loup, Paris, Balland 1985; Paris, (Éditions du Rocher, 2005).
- Je n'ai pas fini de t'aimer aujourd'hui, Paris, Belfond, 1989.
- La Maison de l'Avenida, Paris, Belfond, 1992.
- La Culotte de feuilles, Paris, Lattès, 1992.
- Comprenons l'inconnu, illustration de Marie Rauzy, Area, Alin Avila éditeur, 1993.
- Istambul Loti, Paris, Lattès, 1994.
- Délit du corps, Le Cercle, 1998.
- La Peau du chagrin, Paris, Le Rocher, 2003.
- L'Été des jeunes filles, Paris, Mercure de France, 2006.
- L'Attendrisseur, Blanche, 2007.

## Essais
- Éloge de la fessée, Paris, Gallimard, 1973.
- Contradictionnaire, Paris, Le Cherche Midi, 1988.
- L'Odeur de sainteté, Paris, Le Pré aux Clercs, 1989.
- Un stylo à bile, Paris, Le Cherche Midi, 2002.
- De la coupe aux lèvres, suivi de Écrire l'Éros, entretiens avec Stéphan Lévy-Kuentz, Blanche, 2004.

## Notices
- Encyclopédie du Sadomasochisme, La Musardine, 2000, (351 p.).
- Dictionnaire de la pornographie, Paris, PUF, 2005, sous la dir. de Philippe di Folco, (562 p.).

## Extrait
"Si l'écriture est le moyen sine qua non de l'écrivain, l'homme de lettres, lui, fait une carrière. Moi, je suis un écrivain, je l'ai toujours été. Bon ou mauvais, aux autres d'en décider. J'écris parce que je n'ai pas d'autre moyen de parler. Je n'aime pas la fréquentation des autres écrivains dans l'ensemble. Mes amis disent que je suis un ours mal léché, animal qui, avec le temps est devenu mon totem. J'ai donc toujours vécu en marge du milieu littéraire" (Écrire l'Éros, Entretiens avec Stéphen Lévy-Kuentz, Blanche, 2004).

## Source
- Claude Mesplède et Jean-Jacques Schleret (Éd. rév. de: SN, voyage au bout de la Noire), Les auteurs de la Série noire, 1945-1995, Nantes, Joseph K, coll. « Temps noir », 1996, 627 p. (ISBN 978-2-910-68611-6, OCLC 300207570), p. 197-198.
- « Jacques SERGUINE - Avis de décès », sur simplifia.fr via Wikiwix (consulté le 8 février 2024)